# Le Huitième Voyage de Sindbad
 (janvier 2023).
Si vous disposez d'ouvrages ou d'articles de référence ou si vous connaissez des sites web de qualité traitant du thème abordé ici, merci de compléter l'article en donnant les références utiles à sa vérifiabilité et en les liant à la section « Notes et références ».
Le Huitième Voyage de Sindbad est une pièce de théâtre iranienne de Bahram Beyzai écrite en 1964. Elle a été traduite en français par Ahmad Kamyabi Mask.

## Résumé
Ressuscité, Sindbad arrive dans son pays natal où par quiproquo, ses matelots et lui-même sont pris pour des comédiens. Il va rejouer l'histoire de ses voyages pour justifier sa quête aux accusations d'un narrateur[source insuffisante].